# フロンティアコーポレーション
フロンティアコーポレーション（Frontier Corporation）は大阪市北区に本社を置く芸能プロダクション、モデルエージェンシー、人材派遣業。

## 来歴
1986年4月に創業。同年12月株式会社フロンティア設立。1991年に会社名を「フロンティアコーポレーション」と改称。

## 会社概要
- 会社名：株式会社フロンティアコーポレーション
- 所在地
  - 本社：〒530-0038 大阪市北区紅梅町6番18号 GSGユニコーンスタジオビル6F
- 設立年月：1986年12月
- 資本金：1000万円
- 取引銀行：りそな銀行
- 従業員数：7名
- 代表取締役：金宮 智秀

## 所属者

### タレント
- 稲富菜穂
- 雪乃ねね
- 七海なつ
- 神崎まなみ
- 小林れあ

過去の所属タレント
- 石井寛子
- 木村文乃
- ながせみほ
- 藤村えみり
- 高見こころ
- 西浦真帆
- 仁科百香